# Château de la Forêt (Ygrande)
Pour les articles homonymes, voir Château de la Forêt.
Le château de la Forêt est un château situé à Ygrande, en France.

## Localisation
Le château est situé sur la commune d'Ygrande, dans le département français de l'Allier. Il se trouve à environ 2 km au sud du bourg, à l'est de la D 68 (route de Buxières-les-Mines et Montmarault).

## Description
Cette bâtisse du XIXe siècle a été édifiée sur les vestiges d’un édifice médiéval, dont subsistent une tour et un mur fortifié. La tour, de plan circulaire et datant du XVe siècle est reliée au château par un mur comportant un chemin de ronde. Elle présente plusieurs éléments architecturaux remarquables : une porte et une meurtrière au niveau du sol, une porte permettant l’accès au chemin de ronde, ainsi qu’une baie en plein cintre située à l’étage.
Le château est entouré d’un parc arboré conçu au Second Empire, offrant un cadre paysager harmonieux et typique de cette époque.

## Historique
L'existence du fief de la Forêt est attestée dès le début du XIVe siècle. Il appartient à une famille de La Forest ou Fourest jusqu'au début du XVIe siècle. Il est ensuite la propriété des familles Esgrin, de Bar, de La Souche et finalement de Sarre à la veille de la Révolution.
L'édifice est inscrit au titre des monuments historiques en 1981.